# 獨立縣 (查科省)

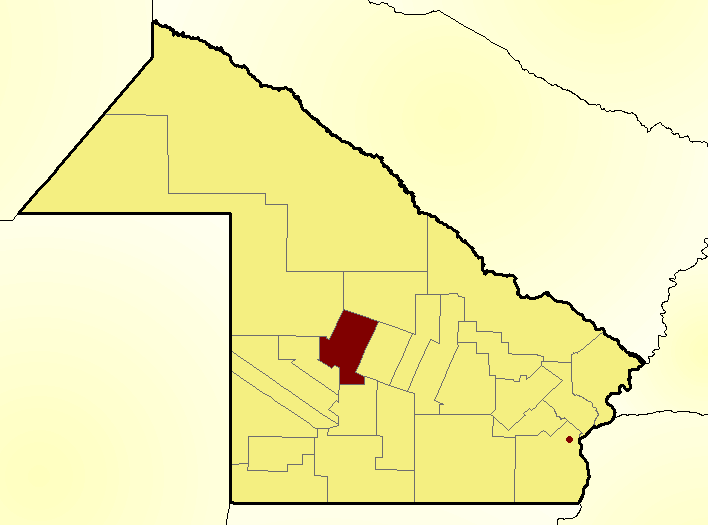

獨立縣（西班牙語：Departamento Independencia），是阿根廷的縣份，位於該國北部查科省，首府設於坎波拉戈，始建於1921年7月11日，面積1,871平方公里，2010年人口22,411，人口密度每平方公里12.0人。